# Ven-Zelderheide
Ven-Zelderheide is een dorpje in het noorden van Limburg in Nederland nabij de grens met Duitsland. Het maakt deel uit van de gemeente Gennep en telde op 1 januari 2023 795 inwoners. Ven-Zelderheide heeft een oppervlakte van 7,03 km². Tot 1 januari 1973 maakte het onderdeel uit van de gemeente Ottersum.
Het Ven is gelegen aan de N291. Bij het dorp ligt de Spiekerbeek. Aan de Kleefseweg ligt de molen Rust na Arbeid.

## Ontstaan
Ven-Zelderheide is ontstaan uit de dorpskern Het Ven, de buurtschap Zelder en de heide die daartussen gelegen was. De scheiding tussen Het Ven en Zelder is nog steeds duidelijk aanwezig. Het Zelder wordt als een aparte buurtschap gezien, terwijl Het Ven en Ven-Zelderheide synoniem aan elkaar geworden zijn. De naam Ven is afkomstig van het plaatselijke dialect voor veen. Echter, in het dialect is ven met een langgerekte e en geschreven als Vén. De vertaling naar het Standaardnederlands deed het accentteken verdwijnen, waardoor de langgerekte klank eveneens verdween.

## Bezienswaardigheden
- De Sint-Antonius Abtkapel uit de 15de eeuw zou uit dankbaarheid gebouwd zijn, in opdracht van de Hertogin van Kleef die om hulp bad na een ongeval aldaar. Deze kapel bevindt zich in de Vensestraat.
- De Sint-Antonius Abtkerk uit 1953
- De windmolen Rust na Arbeid uit 1881
- De Kapel Zelder van omstreeks 1600

## Natuur en landschap
Ven-Zelderheide is gelegen in de vallei van de Niers en de Spiekerbeek, welke laatste een voormalige bedding van de Niers volgt. Het ligt op ongeveer 14 meter hoogte en op bijna 2 km ten zuiden van het Reichswald. In een meander van de Niers ligt het natuurgebied Zelderse Driessen. Een tweede natuurgebied, vlak over de Duitse grens en eveeneens in een meander van de Niers, is de Hammsche Bruch. Ten noorden van Ven-Zelderheide bevinden zich gebiedsontwikkelingsprojecten die met zandwinning gepaard gaan. Daarbij wordt ook gestreefd naar meer natuur, biodiversiteit, hoogwaterveiligheid en recreatieplassen. Bedoeling is dat er na de afgraving een afwisselend landschap van blauwgrasland, hoogveen, heide, dotterbloemgrasland, riet en ondiepe plassen met een rijk planten- en dierenleven zal ontstaan. Er worden wandel- en vlonderpaden en speciale uitkijkpunten aangelegd.

## Nabijgelegen kernen
- Ottersum, Milsbeek, Gennep, Heijen, Kessel

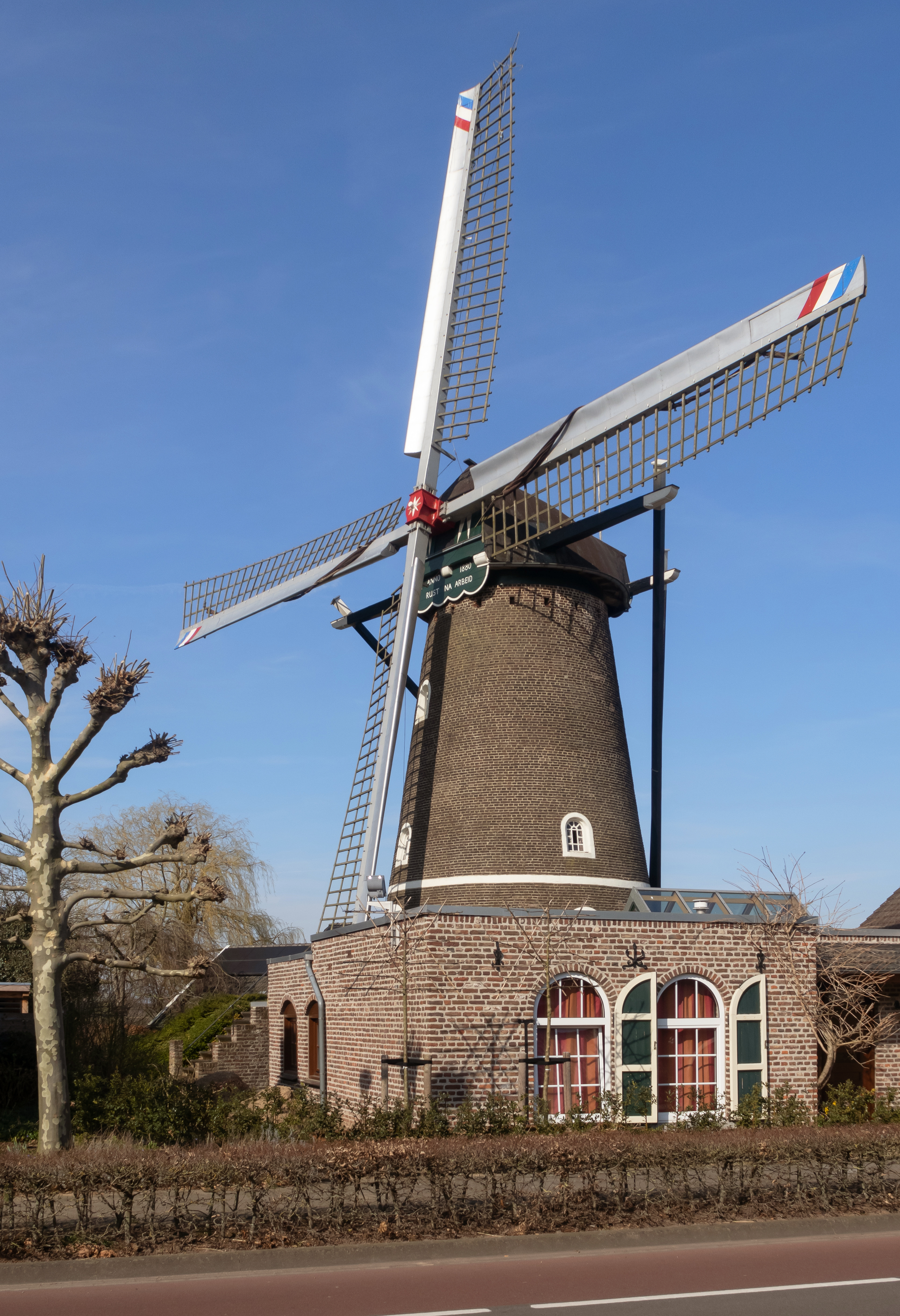
Ven-Zelderheide, molen Rust na Arbeid

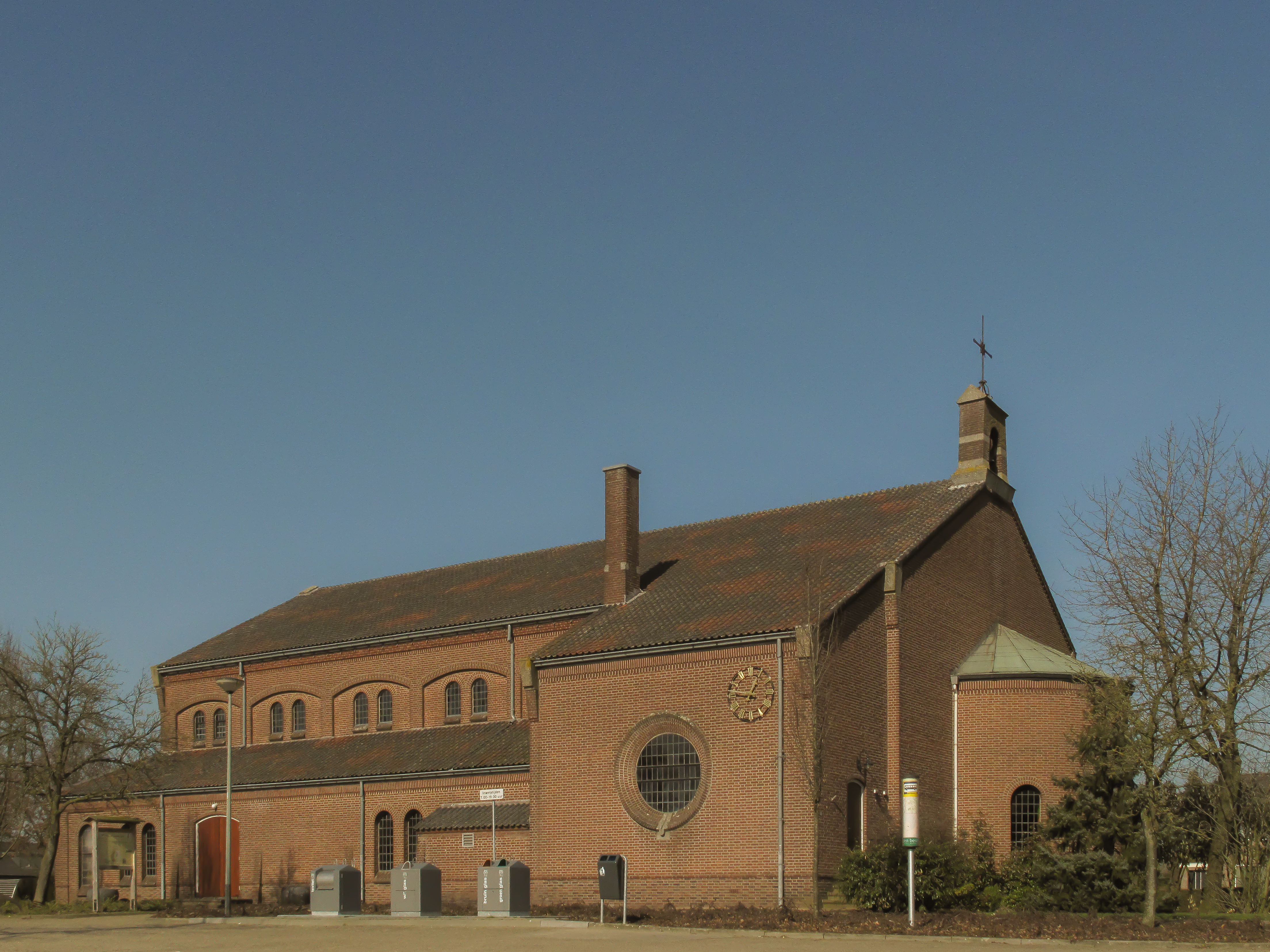
Ven-Zelderheide, de Sint Antonius Abtkerk

Stad: Gennep      Dorpen: Heijen · Milsbeek · Ottersum · Ven-Zelderheide

Buurtschappen en gehuchten: Aaldonk · Dam · De Looi · Diekendaal · Hekkens · Smele · Zelder

Limburg: Steden en dorpen      Nederland: Provincies · Gemeenten